# Epiphragma (Epiphragma) celator
Epiphragma (Epiphragma) celator is een tweevleugelige uit de familie steltmuggen (Limoniidae). De soort komt voor in het Neotropisch gebied.